# UFC 39
UFC 39: The Warriors Return（ユーエフシー・サーティナイン：ザ・ウォリアーズ・リターン）は、アメリカ合衆国の総合格闘技団体「UFC」の大会の一つ。2002年9月27日、コネチカット州アンキャスビルのモヒガン・サン・アリーナで開催された。

## 大会概要
メインイベントのUFC世界ヘビー級王座決定戦ではリコ・ロドリゲスが元UFC世界ヘビー級王者ランディ・クートゥアを降し、王座獲得に成功した。
ジェンス・パルヴァーの王座返上により、UFC世界ライト級王座決定トーナメントの1回戦が行われ、BJ・ペンと宇野薫が決勝進出を決めた。
ティム・シルビアがUFCに初出場した。

## 試合結果

### プレリミナリィカード
第1試合 ウェルター級 5分3R
○  ショーン・シャーク vs.  ベンジー・ラダック ×
1R 4:16 TKO（ドクターストップ：カット）
第2試合 ミドル級 5分3R
○  マット・リンドランド vs.  アイヴァン・サラベリー ×
3R終了 判定3-0（30-28、29-28、29-28）

### メインカード
第3試合 ミドル級 5分3R
○  フィル・バローニ vs.  デイブ・メネー ×
1R 0:18 KO（スタンドパンチ連打）
第4試合 ヘビー級 5分3R
○  ガン・マッギー vs.  ペドロ・ヒーゾ ×
1R終了時 TKO（タオル投入：カット）
第5試合 ライト級王座決定トーナメント 1回戦 5分3R
○  宇野薫 vs.  ディン・トーマス ×
3R終了 判定3-0（29-27、29-27、29-27）
※宇野がトーナメント決勝進出
第6試合 ライト級王座決定トーナメント 1回戦 5分3R
○  BJ・ペン vs.  マット・セラ ×
3R終了 判定3-0（29-28、29-28、29-28）
※ペンがトーナメント決勝進出
第7試合 ヘビー級 5分3R
○  ティム・シルビア vs.  ウェズリー・コレイラ ×
2R 1:43 TKO（タオル投入：スタンドパンチ連打）
第8試合 UFC世界ヘビー級王座決定戦 5分5R
○  リコ・ロドリゲス vs.  ランディ・クートゥア ×
5R 3:04 ギブアップ（グラウンドの肘打ち）
※ロドリゲスが王座獲得に成功